# Никольское (посёлок, Дмитровский городской округ)
Никольское — посёлок в Дмитровском районе Московской области, в составе городского поселения Икша.

## География
Посёлок расположен в юго-западой части района, примерно в 22 км юго-западнее Дмитрова, на безымянном ручье, левом притоке реки Волгуша (правый приток реки Яхрома), высота центра над уровнем моря 229 м. Ближайшие населённые пункты — Белый Раст и Зараменье — на востоке, Нефедиха на западе. У южной окраины деревни проходит автодорога А107 (Московское малое кольцо).

## История
В 1925—1939 годах — центр Никольского сельсовета. 
В 1994—2006 годах Никольское входило в состав Белорастовского сельского округа.
Постановлением Губернатора Московской области от 21 февраля 2019 года № 75-ПГ категория населённого пункта изменена с «деревня» на «посёлок».

## Население
| 2002 | 2006 | 2010 |
| ---- | ---- | ---- |
| 65   | ↗93  | ↘79  |